# Vitörad skogstrast
Vitörad skogstrast (Entomodestes leucotis) är en fågel i familjen trastar inom ordningen tättingar.

## Utseende och läte
Vitörad skogstrast är en vacker och tydligt tecknad trast. Ovansidan är rödbrun, undersidan svart. Huvudet är svart med ett brett vitt mustaschstreck och korallröd näbb. Sången är egenartad, ett gnisslande "zzeee" som avges var 10–20 sekund.

## Utbredning och systematik
Fågeln förekommer i Andernas östsluttning i Peru och västra Bolivia (La Paz och Cochabamba). Den behandlas som monotypisk, det vill säga att den inte delas in i några underarter.

## Levnadssätt
Vitörad skogstrast hittas i bergsskogar. Där ses den sitta upprätt på medelhög nivå och i trädtaket.

## Status och hot
Arten har ett stort utbredningsområde, men tros minska i antal, dock inte tillräckligt kraftigt för att den ska betraktas som hotad. Internationella naturvårdsunionen IUCN listar arten som livskraftig (LC).